# Armoniche cilindriche

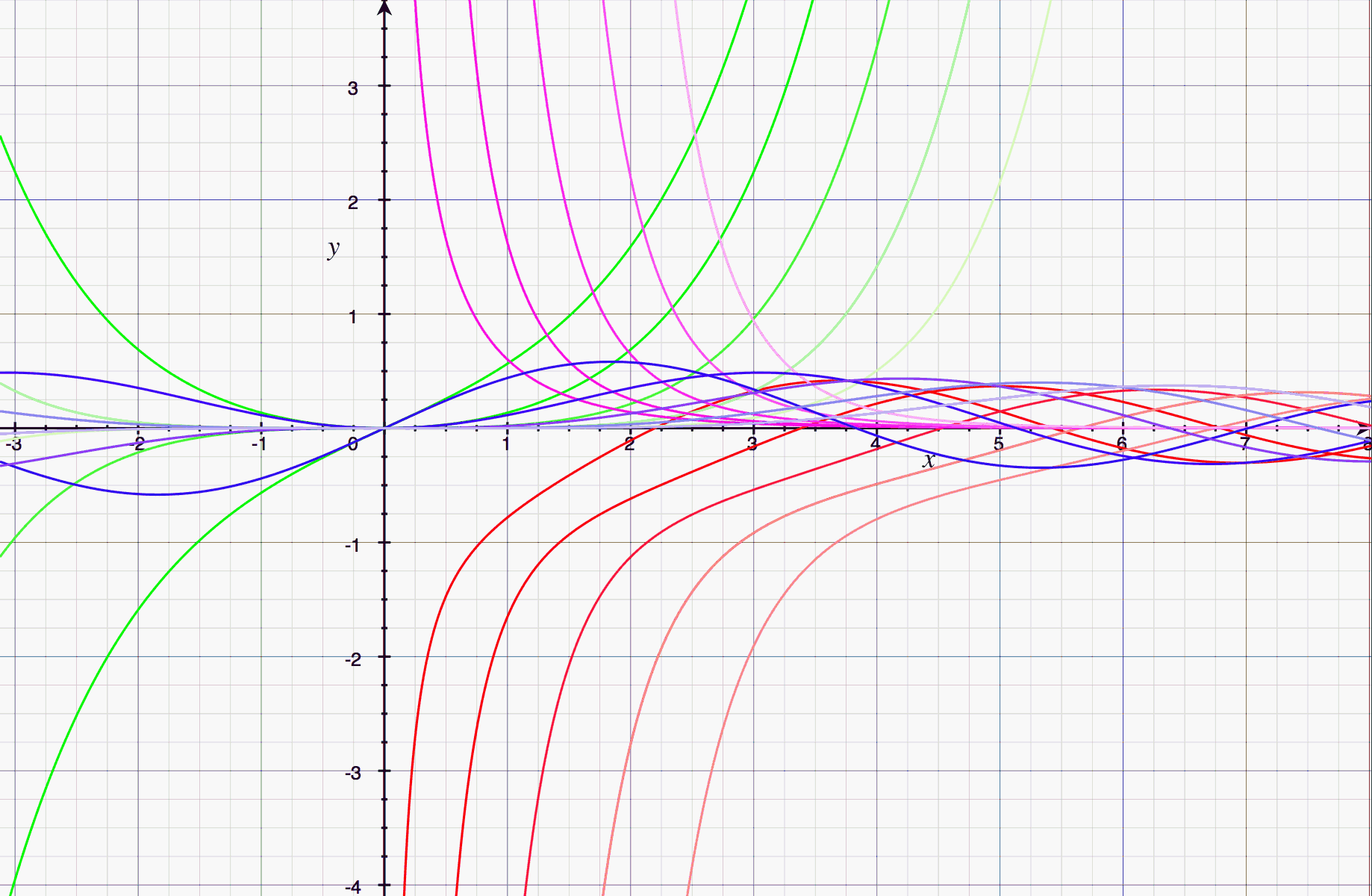
Venti armoniche cilindriche naturali, le prime cinque di ciascun tipo: J (blu), Y (rosso), I (verde), K (viola)

In analisi matematica le armoniche cilindriche, definite per la prima volta da Daniel Bernoulli e successivamente rinominate da Bessel di cui talvolta prendono il nome (in modo erroneo nell'insieme, sono in realtà una loro sottoclasse), sono le soluzioni canoniche {\displaystyle y(x)} delle equazioni di Bessel:
{\displaystyle x^{2}{\frac {d^{2}y}{dx^{2}}}+x{\frac {dy}{dx}}+(x^{2}-\alpha ^{2})y=0}
per un numero arbitrario {\displaystyle \alpha } (che rappresenta l'ordine della funzione). Poiché contengono la gamma di Eulero, il più comune e importante caso particolare è quello in cui {\displaystyle \alpha } è un numero intero {\displaystyle n}, in cui la situazione si semplifica notevolmente col fattoriale e le armoniche acquisiscono altre proprietà particolari.
Si può notare innanzitutto (per la parità della funzione in {\displaystyle \alpha }) che {\displaystyle \alpha } e {\displaystyle -\alpha } hanno la stessa soluzione, per cui si usa definire convenzionalmente due differenti funzioni di Bessel per questi due ordini.
Uno dei settori nel quale vengono usate è la teoria dei segnali, in particolare nel settore della modulazione dei segnali per le trasmissioni. Nello specifico le armoniche cilindriche compaiono nello sviluppo in Serie di Fourier di un segnale modulato in frequenza (FM) o di un segnale modulato in fase (PM), quando il segnale di ingresso è una sinusoide.

## Funzioni di Bessel
La soluzione dell'equazione ordinaria può essere cercata nella forma generale di serie di potenze crescente in {\displaystyle x}:
{\displaystyle y(x)=\sum _{n=0}^{\infty }a_{n}x^{n+b}}
dove per rendere unica la rappresentazione, non è restrittivo esigere che {\displaystyle a_{0}\neq 0}. Le derivate saranno allora:
{\displaystyle y'(x)=\sum _{n=0}^{\infty }a_{n}(n+b)x^{n+b-1}}
{\displaystyle y''(x)=\sum _{n=0}^{\infty }a_{n}(n+b)(n+b-1)x^{n+b-2}}
Sostituendo nell'equazione e raccogliendo i termini con le stesse potenze di {\displaystyle x}, si ottiene:
{\displaystyle a_{0}(b^{2}-\alpha ^{2})x^{b}+a_{1}((b+1)^{2}-\alpha ^{2})x^{b+1}+\sum _{n=0}^{\infty }(a_{n}+a_{n+2}((b+n+2)^{2}-\alpha ^{2}))x^{n+b+2}=0}
perché l'eguaglianza si verifichi è necessario che ogni coefficiente delle potenze di {\displaystyle x} sia nullo: si ha quindi il sistema infinito:
{\displaystyle a_{0}(b^{2}-\alpha ^{2})=0,\quad a_{1}((b+1)^{2}-\alpha ^{2})=0,\quad a_{n}+a_{n+2}((b+n+2)^{2}-\alpha ^{2})=0\quad (n\in \mathbb {N} )}
Il sistema infinito può essere smembrato in due parti in base al criterio di parità di {\displaystyle n}:
{\displaystyle a_{0}(b^{2}-\alpha ^{2})=0,\quad a_{2n}+a_{2n+2}((b+2n+2)^{2}-\alpha ^{2})=0\quad (n\in \mathbb {N} )}
{\displaystyle a_{1}((b+1)^{2}-\alpha ^{2})=0,\quad a_{2n+1}+a_{2n+3}((b+2n+3)^{2}-\alpha ^{2})=0\quad (n\in \mathbb {N} )}
Poiché si era supposto {\displaystyle a_{0}\neq 0}, la prima equazione è determinante in quanto implica che {\displaystyle b=\pm \alpha }, e quindi dà accesso alla soluzione ricorsiva del sistema pari:
{\displaystyle a_{2n+2}=-{\frac {a_{2n}}{4(n+1)(b+n+1)}}=(-1)^{n+1}{\frac {a_{0}\,\Gamma (b+1)}{4^{n+1}(n+1)!\,\Gamma (b+n+2)}}\quad (n\in \mathbb {N} )}
dove compare la funzione gamma di Eulero, mentre quello dispari è a questo punto soddisfatto solo se tutti gli {\displaystyle a_{2n+1}=0}.
Quindi le soluzioni particolari valgono:
{\displaystyle y_{1}(x)=a_{0}x^{\alpha }\sum _{n=0}^{\infty }{\frac {(-1)^{n}x^{2n}}{4^{n}n!\Gamma (\alpha +n+1)}}}
{\displaystyle y_{2}(x)=a_{0}'x^{-\alpha }\sum _{n=0}^{\infty }{\frac {(-1)^{n}x^{2n}}{4^{n}n!\Gamma (-\alpha +n+1)}}}
Solitamente, alle costanti {\displaystyle a_{0},a_{0}'} si attribuiscono i valori:
{\displaystyle a_{0}={\frac {1}{2^{\alpha }\Gamma (\alpha +1)}}}
{\displaystyle a_{0}'={\frac {1}{2^{-\alpha }\Gamma (-\alpha +1)}}}

Grafico delle prime tre funzioni di Bessel ordinarie naturali.

si ottiene quindi che la soluzione generale può essere espressa nella sola funzione di Bessel ordinaria (talvolta detta del primo tipo, per distinguerla da quelle di Neumann ed Hankel), che si definisce come:
{\displaystyle J_{\alpha }(x)=\left({\frac {x}{2}}\right)^{\alpha }\sum _{n=0}^{\infty }{\frac {(-1)^{n}({\frac {x}{2}})^{2n}}{n!\Gamma (\alpha +n+1)}}}
Si può facilmente dimostrare che la serie ottenuta è convergente assolutamente e uniformemente in ogni dominio limitato di {\displaystyle \alpha } e sull'intero piano complesso di {\displaystyle x} eccetto che per {\displaystyle x=0} (dove se {\displaystyle \Re \alpha <0} ha una singolarità del tipo {\displaystyle x^{\Re \alpha }}). Ciò segue dal criterio di Weierstrass: per {\displaystyle |\alpha |<N} e {\displaystyle |x|<d} il valore assoluto tra termini successivi è minore di {\displaystyle 1}:
{\displaystyle \left|{\frac {-x^{2}}{4n(\alpha +n)}}\right|\leq {\frac {d^{2}}{4n(n-N)}}<1}
se {\displaystyle 4n^{2}-4Nn-d^{2}>0}, sarebbe a dire poiché {\displaystyle n} è naturale se {\displaystyle n>{\frac {2N+{\sqrt {4N^{2}+d^{2}}}}{4}}}, che non dipende da {\displaystyle \alpha } e {\displaystyle x}: perciò la funzione {\displaystyle J} è analitica per tutti i valori di {\displaystyle \alpha } e per {\displaystyle x} diverso da {\displaystyle 0}. 
La soluzione generale diventa:
{\displaystyle y(x)=C_{1}J_{\alpha }(x)+C_{2}J_{-\alpha }(x)}
In generale {\displaystyle J_{\alpha }} e {\displaystyle J_{-\alpha }} sono linearmente indipendenti in {\displaystyle x}, ma se {\displaystyle \alpha } è naturale ciò non è più vero. 
Infatti {\displaystyle \Gamma (\alpha )=(\alpha -1)!\quad (\alpha \in \mathbb {N} )}, ed i primi {\displaystyle \alpha } termini della serie di {\displaystyle J_{-\alpha }} svaniscono in quanto divisi per la gamma di argomenti negativi che è notoriamente infinita. Quindi ripartendo dal termine {\displaystyle (\alpha +1)}-esimo si ottiene:
{\displaystyle J_{-\alpha }(x)=({\frac {x}{2}})^{\alpha }\sum _{n=0}^{\infty }{\frac {(-1)^{\alpha +n}({\frac {x}{2}})^{2n}}{(\alpha +n)!\Gamma (-\alpha +\alpha +n+1)}}=(-1)^{\alpha }({\frac {x}{2}})^{\alpha }\sum _{n=0}^{\infty }{\frac {(-1)^{n}({\frac {x}{2}})^{2n}}{(\alpha +n)!n!}}=(-1)^{\alpha }J_{\alpha }(x)\quad (\alpha \in \mathbb {N} )}

## Funzioni di Neumann

Grafico delle prime tre funzioni di Neumann ordinarie naturali

Proprio a causa della ridondanza delle due opposte funzioni di Bessel di ordine naturale si rende necessario introdurre una seconda funzione a sostituire una delle due.
Vengono allora introdotte le funzioni di Neumann {\displaystyle Y_{\alpha }(x)} (talvolta dette impropriamente sul piano storico di Bessel del secondo tipo) che in quanto combinazione lineare delle due funzioni opposte di Bessel, precisamente:
{\displaystyle C_{1}=\cot(\alpha \pi )}
{\displaystyle C_{2}=\csc(\alpha \pi )}
costituiscono un'alternativa ad una delle due, convenzionalmente alla seconda. Una combinazione lineare della funzione di Bessel e della corrispondente di Neumann formano quindi una soluzione generale per qualunque {\displaystyle \alpha }, sia per le equazioni ordinarie che per le modificate.
{\displaystyle Y_{\alpha }(x)={\frac {J_{\alpha }(x)\cos(\alpha \pi )-J_{-\alpha }(x)}{\sin(\alpha \pi )}}}
Infatti per la regola di de l'Hôpital il limite per α tendente ad un intero vale:
{\displaystyle Y_{n}(x)=\lim _{\alpha \to _{n}}Y_{\alpha }(x)=\lim _{\alpha \to _{n}}{\frac {{\frac {\partial }{\partial \alpha }}J_{\alpha }(x)\cos(\alpha \pi )-J_{-\alpha }(x)}{{\frac {\partial }{\partial \alpha }}\sin(\alpha \pi )}}}
che sviluppando in serie la funzione di Bessel corrispondente diventa:
{\displaystyle Y_{\alpha }(x)={\frac {2}{\pi }}{\frac {\partial J_{\alpha }(x)}{\partial \alpha }}|_{\alpha =n}={\frac {2}{\pi }}J_{\alpha }(x)(\ln {\frac {x}{2}}+\gamma )+}
{\displaystyle -{\frac {1}{\pi }}\sum _{n=0}^{\alpha -1}{\frac {(\alpha -n-1)!}{n!}}({\frac {x}{2}})^{-\alpha +2n}-{\frac {1}{\pi }}\sum _{n=0}^{\infty }{\frac {(-1)^{n}({\frac {x}{2}})^{\alpha +2n}}{n!(\alpha +n)!}}\quad \left(\sum _{k=1}^{\alpha +n}{\frac {1}{k}}+\sum _{k=1}^{n}{\frac {1}{k}}\right)\qquad (\alpha \in \mathbb {N} )}
dove {\displaystyle \gamma } è la Costante di Eulero-Mascheroni.

## Funzioni di Hankel
Un'ulteriore riformulazione di due soluzioni linearmente indipendenti dell'equazione di Bessel sono le funzioni di Hankel in due classi (conosciute anche come Funzioni di Bessel di terzo tipo) {\displaystyle H_{\alpha }^{(1)}(x)} e {\displaystyle H_{\alpha }^{(2)}(x)}, definite da:
{\displaystyle H_{\alpha }^{(1)}(x)=J_{\alpha }(x)+iY_{\alpha }(x)}
{\displaystyle H_{\alpha }^{(2)}(x)=J_{\alpha }(x)-iY_{\alpha }(x)}
La loro importanza è più di carattere teorico che di utilità pratica: soddisfano numerose proprietà, sia nelle forme asintotiche sia nelle rappresentazioni integrali, nel senso che appare un fattore {\displaystyle e^{if(x)}}, per via della formula di Eulero. Sono perciò usate per esprimere soluzioni propagantisi rispettivamente verso l'esterno e verso l'interno (o viceversa, a seconda della convenzione dei segni per la frequenza).
Possono infatti essere riscritte secondo la definizione delle funzioni di Neumann:
{\displaystyle H_{\alpha }^{(1)}(x)={\frac {J_{-\alpha }(x)-e^{-\alpha \pi i}J_{\alpha }(x)}{i\sin(\alpha \pi )}}}
{\displaystyle H_{\alpha }^{(2)}(x)={\frac {J_{-\alpha }(x)-e^{\alpha \pi i}J_{\alpha }(x)}{-i\sin(\alpha \pi )}}}
se {\displaystyle \alpha } è intero, si deve passare al limite. Le seguenti sono invece valide, indipendentemente che {\displaystyle \alpha } sia o non sia intero:
{\displaystyle H_{-\alpha }^{(1)}(x)=e^{\alpha \pi i}H_{\alpha }^{(1)}(x)}
{\displaystyle H_{-\alpha }^{(2)}(x)=e^{-\alpha \pi i}H_{\alpha }^{(2)}(x)}
Ammettono le seguenti rappresentazioni integrali per {\displaystyle \Re x>0}:
{\displaystyle H_{\alpha }^{(1)}(x)={\frac {1}{\pi i}}\int _{-\infty }^{+\infty +i\pi }e^{x\sinh t-\alpha t}\,dt}
{\displaystyle H_{\alpha }^{(2)}(x)=-{\frac {1}{\pi i}}\int _{-\infty }^{+\infty -i\pi }e^{x\sinh t-\alpha t}\,dt}
dove il limite di integrazione indica l'integrazione lungo una frontiera che può essere scelta col seguente criterio: da {\displaystyle -\infty } a {\displaystyle 0} lungo l'asse reale negativo, da {\displaystyle 0} a {\displaystyle \pm i\pi } lungo l'asse immaginario, e da {\displaystyle \pm i\pi } a {\displaystyle +\infty } lungo una frontiera parallela all'asse reale.

## Armoniche modificate
Sono due soluzioni linearmente indipendenti delle Equazioni di Bessel modificate: sono valide per {\displaystyle x} complessi, ma per {\displaystyle x} immaginari acquisiscono proprietà notevoli come quelle ordinarie fanno per argomenti naturali. Le funzioni di Bessel modificate sono:
{\displaystyle I_{\alpha }(x)\,:=\,i^{-\alpha }J_{\alpha }(ix)}
mentre le funzioni di Neumann modificate sono:
{\displaystyle K_{\alpha }(x):={\frac {\pi }{2}}i^{\alpha +1}H_{\alpha }^{(1)}(ix)}
Diversamente dalle funzioni ordinarie che sono oscillanti, le {\displaystyle I_{\alpha }} e {\displaystyle K_{\alpha }} divergono esponenzialmente e decadono esponenzialmente. Così come le funzioni di Bessel ordinarie {\displaystyle J_{\alpha }}, quelle modificate {\displaystyle I_{\alpha }} vanno a zero in {\displaystyle x=0} per {\displaystyle \alpha >0} e sono finite in {\displaystyle x=0} per {\displaystyle \alpha =0}.
Analogamente, {\displaystyle K_{\alpha }} divergono in {\displaystyle x=0}.

## Forme asintotiche
Poiché le armoniche sono definite tramite serie divergenti, risulta utile andarne a studiare l'andamento asintotico.
Per piccoli argomenti {\displaystyle 0<x\ll 1}, si ottiene:
{\displaystyle J_{\alpha }(x)\rightarrow {\frac {1}{\Gamma (\alpha +1)}}\left({\frac {x}{2}}\right)^{\alpha }}
{\displaystyle Y_{\alpha }(x)\rightarrow \left\{{\begin{matrix}{\dfrac {2}{\pi }}\ln \left({\dfrac {x}{2}}\right)&{\mbox{se }}\alpha =0\\\\-{\dfrac {\Gamma (\alpha )}{\pi }}\left({\dfrac {2}{x}}\right)^{\alpha }&{\mbox{se }}\alpha >0\end{matrix}}\right.}
dove {\displaystyle \Gamma (\alpha )} denota la funzione gamma di Eulero. 
Per grandi argomenti, {\displaystyle x\gg 1}, le armoniche ordinarie diventano:
{\displaystyle J_{\alpha }(x)\rightarrow {\sqrt {\frac {2}{\pi x}}}\cos \left(x-{\frac {\alpha \pi }{2}}-{\frac {\pi }{4}}\right)}
{\displaystyle Y_{\alpha }(x)\rightarrow {\sqrt {\frac {2}{\pi x}}}\sin \left(x-{\frac {\alpha \pi }{2}}-{\frac {\pi }{4}}\right)}
Per {\displaystyle x\gg 1} le armoniche modificate diventano:
{\displaystyle I_{\alpha }(x)\rightarrow {\frac {1}{\sqrt {2\pi x}}}e^{x}}
{\displaystyle K_{\alpha }(x)\rightarrow {\sqrt {\frac {\pi }{2x}}}e^{-x}}

## Relazione con i polinomi di Laguerre
In termini di polinomi di Laguerre generalizzati {\displaystyle L_{n}^{(\alpha )}} e paramentro arbitrario {\displaystyle t}, le funzioni di Bessel possono essere espresse come:
{\displaystyle {\frac {J_{\alpha }(x)}{\left({\frac {x}{2}}\right)^{\alpha }}}={\frac {e^{-t}}{\Gamma (\alpha +1)}}\sum _{n=0}^{\infty }{\frac {L_{n}^{(\alpha )}\left({\frac {x^{2}}{4t}}\right)}{n+\alpha  \choose n}}{\frac {t^{n}}{n!}}}

## Equazione ipergeometrica confluente
La funzione di Bessel si può facilmente ricavare dalla forma di Whittaker dell'equazione ipergeometrica confluente 
nel caso particolare in cui {\displaystyle k} sia posto pari a {\displaystyle 0}.
Avremmo così {\displaystyle c=2a} e la forma di Whittaker sarà:
{\displaystyle x^{2}{\frac {d^{2}v}{dx^{2}}}-\left[{\frac {1}{4}}-{\frac {{\frac {1}{4}}-\alpha ^{2}}{x^{2}}}\right]v=0}
facendo quindi la sostituzione: {\displaystyle x\to 2ix} si ottiene l'equazione di Bessel; le sue soluzioni sono per costruzione legate alle soluzioni dell'equazione ipergeometrica confluente dalla relazione:
{\displaystyle y_{\alpha }(x)\,=\,x^{\alpha }e^{-ix}u(\alpha +1/2,2\alpha +1;2ix)}
con {\displaystyle u} generica soluzione della ipergeometrica confluente in cui si ha {\displaystyle a={\frac {c}{2}}=\alpha +{\frac {1}{2}}}
Si noti che nel caso particolare in cui sia {\displaystyle \alpha =\pm {\frac {1}{2}}} l'equazione di Bessel è di soluzione immediata e dà:
{\displaystyle y(2ix)={\begin{cases}{\dfrac {\sin x}{\sqrt {x}}}\\\\{\dfrac {\cos x}{\sqrt {x}}}\end{cases}}}
da questo si può subito intuire che almeno certe soluzioni dell'equazione di Bessel avranno andamento oscillante.